# Federazione pallavolistica di Antigua e Barbuda
La Federazione antiguo-barbudana di pallavolo (eng. Antigua and Barbuda Amateur Volleyball Association) è un'organizzazione fondata per governare la pratica della pallavolo ad Antigua e Barbuda.
Organizza il campionato maschile e femminile, e pone sotto la propria egida la nazionale maschile e femminile.
Ha aderito alla FIVB nel 1986.